# Rishirifuji (Hokkaidō)
Rishirifuji (jap. 利尻富士町, -chō) ist eine Kleinstadt im Landkreis Rishiri in der Unterpräfektur Sōya von Hokkaidō auf einer Insel im Japanischen Meer.

## Etymologie
Der Name Rishirifuji stammt von dem Vulkan Rishiri, der auch mit dem Fuji verglichen und deswegen Rishiri-Fuji genannt wird. Rishiri stammt von Ainu riishiri, was „Insel des hohen Bergs“ bedeutet.

## Geografie
Rishirifuji befindet sich geografisch auf dem Ostteil der gleichnamigen Insel im Japanischen Meer und politisch im Landkreis Rishiri der sich ausschließlich über die ganze Insel erstreckt. Der Westteil der Insel gehört politisch zu Nachbarstadt Rishiri. Auf der Grenze zu beiden liegt der Gipfel des 1.721 m hohen Vulkans Rishiri. Ein weiterer Berg ist der 444 m hohe Pon-yama (ポン山). Das Stadtzentrum mit dem Hafen befindet sich am Peshi-Kap (ペシ岬, Peshi-misaki).
Im Sommer erreichen die Temperaturen nicht über 30 °C und im Winter etwa −10 °C.

## Geschichte
Der Landkreis Rishiri auf der Insel wird 1869 eingerichtet und 1876 in 28 Groß- und 4 Kleinbezirke eingeteilt. 1878 folgt die Einteilung in die sechs Dörfer (mura) Oshidomari (鴛泊村, -mura), Ishizaki (石崎村, -mura), Oniwaki (鬼脇村, -mura), Senhōshi (仙法志村, -mura), Kutsugata (沓形村, -mura) und Hontomari (本泊村, -mura). Mit der Einrichtung eines Rathauses in Oshidomari 1880 werden alle Dörfer von diesem aus verwaltet. 1892 werden Hontomari und Kutsugata zu Außendörfern bzw. Ortsteilen von Oshidomari und 1893 Ishizaki und Senhōshi zu Außendörfern von Oniwaki. 1899 wird Kutsugata aus Oshidomari und 1900 Senhōshi aus Oniwaki ausgegliedert, sowie jeweils ein Rathaus eingerichtet, wodurch beide eigenständige Gemeinden werden, aus denen sich später die heutige Stadt Rishiri bildete. 1902 wird Ishizaki in Oniwake eingemeindet und Oniwake und Oshidomari zu Gemeinden 2. Klasse ernannt. 1956 werden Oniwake und Oshidomari zum Dorf Higashirishiri (東利尻村, -mura, dt. „Ost-Rishiri“) vereinigt und 3 Jahre später zur chō ernannt. 1990 ändert die Gemeinde ihren Namen in Rishirifuji.

## Sehenswürdigkeiten
Die Insel und damit die Stadt ist Teil des Rishiri-Rebun-Sarobetsu-Nationalparks.
Sehenswürdigkeiten sind der Hime-numa (姫沼, dt. „Prinzessinnenteich“), der Otadomari-numa (オタドマリ沼), der Kanro-Gartenteich (甘露泉水, kanro sensui, dt. „Nektargartenteich“) und die Nozuka-Aussichtsplattform (野塚展望台, Nozuka tembōdai). Jedes Jahr vom 2. bis 4. August findet das Hokkaishima Matsuri (北海島祭り) statt.

## Verkehr

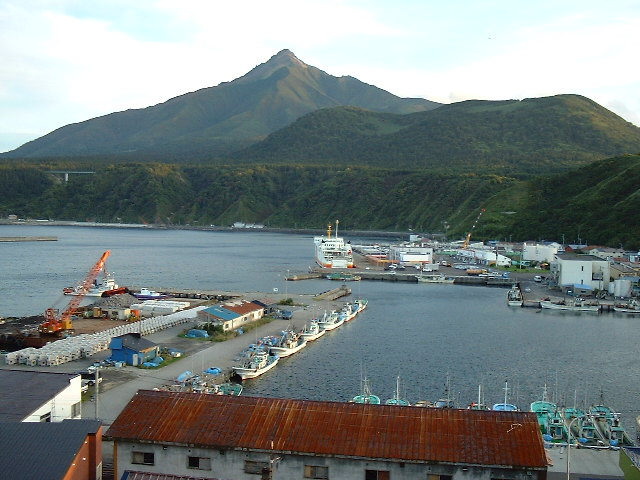
Blick vom Petsu-Kap über den Hafen Oshidomari zum Vulkan Rishiri

In Rishirifuji befindet sich der Flughafen Rishiri, dessen einzige Verbindung ein ANA-Linie zum Flughafen Neu-Chitose in Chitose ist. Die Heart Land Ferry fährt vom Hafen Oshidomari den Hafen Kafuka in Rebun auf der gleichnamigen Nachbarinsel und Wakkanai auf Hokkaidō an. Vom Hafen Kafuka kann der Hafen Kutsugata in der Nachbarstadt Rishiri erreicht werden.
Durch das Stadtgebiet führen die Präfekturstraßen 105, 108, 856 und 1076.
Einen Schienenverkehr gibt es nicht.

## Wirtschaft
Die beiden Hauptwirtschaftszweige der Stadt sind Fischerei und Tourismus. Ursprünglich bestanden um die Insel reiche Heringsbestände. Heutzutage ist Rishiri jedoch für Kombu und Seeigel bekannt. Landwirtschaft – hauptsächlich Kartoffeln und anderer Trockenanbau – wird nur im privaten Maßstab betrieben. Der Tourismus hat seinen Ursprung in der Errichtung des damaligen Rishiri-Rebun-Quasinationalparks im Jahre 1965 (ab 1974 Rishiri-Rebun-Sarobetsu-Nationalpark), der auch heute noch Triebfeder ist.

## Bildung
In Rishiri befinden sich die Grundschulen Oshidomari, Hontomari und Rishiri, sowie die Mittelschulen Oshidomari und Oniwake. Eine Oberschule befindet sich in der Nachbarstadt.
Die Medizinische Hochschule Sapporo unterhält in Rishirifuji ein Forschungsinstitut.

## Angrenzende Städte und Gemeinden
- Rishiri